# Råslättscupen
Råslättscupen är en stor årlig futsalturnering i Jönköping i Sverige. Turneringen spelas numera i Elmiahallen. Sedan 2012 spelas även en damturnering.

## Vinnare

### Herrar
1. 2006: Tenhults IF[3]
2. 2007: Skövde AIK[4]
3. 2008: Norrby IF[5]
4. 2009: Tenhults IF[6]
5. 2010: IFK Göteborg[7]
6. 2011: Råslätts SK[8]
7. 2012: Malmö City FC[9]
8. 2013: Husqvarna FF[10]
9. 2014: Husqvarna FF[11]
10. 2015: Husqvarna FF[12]
11. 2016: Falcao Futsal[13]
12. 2017: FC Real International[14]
13. 2018: FC Real International[15]

### Damer
1. 2012: Mariebo IK[10]
2. 2013: Madesjö IF[10]
3. 2015: Nittorps IK[16]
4. 2016: Mariebo IK[13]
5. 2017: Qviding FIF[14]
6. 2018: Hovås/Billdal IF [15]

### Fotnoter
1. ↑  ”Råslättscupen 2013 största futsalturneringen”. Husqvarna FF. 11 december 2013. Arkiverad från originalet den 15 december 2013. https://web.archive.org/web/20131215120826/http://www.laget.se/hffherrfotboll/News/3301751/Raslattscupen-2013-storsta-futsalturnering. Läst 15 december 2013.
2. ↑  Peter Gustafsson (30 november 2012). ”Damerna gör entré i Råslättscupen i år”. J-nytt. Arkiverad från originalet den 15 december 2013. https://web.archive.org/web/20131215120040/http://www.jnytt.se/damerna-gor-entre-i-raslattscupen-i-ar. Läst 15 december 2013.
3. ↑  ”Tenhult vann Råslättscupen”. J-nytt. 18 december 2006. Arkiverad från originalet den 15 december 2013. https://web.archive.org/web/20131215120028/http://www.jnytt.se/tenhult-vann-raslattscupen. Läst 15 december 2013.
4. ↑  ”Futsalmästarna visade klassen”. J-nytt. 16 december 2007. Arkiverad från originalet den 15 december 2013. https://web.archive.org/web/20131215122316/http://www.jnytt.se/futsalmastarna-visade-klassen. Läst 15 december 2013.
5. ↑  Peter Gustafsson (20 december 2013). ”Norrby vann Råslättscupen”. J-nytt. Arkiverad från originalet den 15 december 2013. https://web.archive.org/web/20131215120345/http://www.jnytt.se/norrby-vann-raslattscupen. Läst 15 december 2013.
6. ↑  ”Tenhult vann Råslättscupen”. J-nytt. 19 december 2009. Arkiverad från originalet den 15 december 2013. https://web.archive.org/web/20131215115944/http://www.jnytt.se/tenhult-vann-raslattscupen-0. Läst 15 december 2013.
7. ↑  ”Blåvitt vann Råslättscupen”. J-nytt. 18 december 2010. Arkiverad från originalet den 15 december 2013. https://web.archive.org/web/20131215122328/http://www.jnytt.se/blavitt-vann-raslattscupen. Läst 15 december 2013.
8. ↑  ”Finalseger för Råslätt”. J-nytt. 17 december 2011. Arkiverad från originalet den 15 december 2013. https://web.archive.org/web/20131215120334/http://www.jnytt.se/finalseger-for-raslatt. Läst 15 december 2013.
9. ↑  ”Råslättscupen 2013 i helgen”. J-mini. 10 december 2013. Arkiverad från originalet den 15 december 2013. https://web.archive.org/web/20131215120000/http://www.jmini.se/nyheter/17459/raslattscupen-2013-i-helgen#. Läst 15 december 2013.
10. 1 2 3  ”Husqvarna FF vann Råslättscupen”. J-mini. 15 december 2013. Arkiverad från originalet den 15 december 2013. https://web.archive.org/web/20131215115815/http://www.jmini.se/nyheter/17620/husqvarna-ff-vann-raslattscupen#. Läst 15 december 2013.
11. ↑  ”Husqvarna FF futsalmästare för andra året i rad”. J-nytt. 13 december 2014. Arkiverad från originalet den 15 december 2014. https://archive.is/20141215122947/http://www.jnytt.se/husqvarna-ff-futsalmastare-for-andra-aret-i-rad. Läst 15 december 2014.
12. ↑  Peter Wilsson (12 december 2015). ”HFF vann Råslättscupen igen”. J-nytt. Arkiverad från originalet den 13 december 2015. https://web.archive.org/web/20151213144527/http://www.jnytt.se/hff-vann-raslattscupen-igen. Läst 14 december 2015.
13. 1 2  Peter Wilsson (18 december 2016). ”Väntade segrar i Råslättscupen”. J-nytt. Arkiverad från originalet den 10 januari 2017. https://web.archive.org/web/20170110020020/http://www.jnytt.se/article/vantade-segrar-i-raslattscupen/. Läst 9 januari 2017.
14. 1 2  Peter Wilsson (18 december 2017). ”De vann Råslättscupen” (på svenska). J-nytt. Arkiverad från originalet den 17 december 2017. https://web.archive.org/web/20171217163006/https://www.jnytt.se/article/de-vann-raslattscupen/. Läst 18 december 2017.
15. 1 2  Rebecca Staf (17 december 2018). ”Så gick det i Råslättscupen” (på svenska). J-nytt. Arkiverad från originalet den 17 december 2018. https://web.archive.org/web/20181217033140/https://www.jnytt.se/article/se-bilderna-fran-raslattscupen/. Läst 17 december 2018.
16. ↑  ”Husqvarna FF vann Råslättscupen – igen”. Jönköpingsposten. 12 december 2015. Arkiverad från originalet den 22 december 2015. https://web.archive.org/web/20151222131014/http://www.jp.se/article/husqvarna-ff-vann-raslattscupen-igen/. Läst 14 december 2015.